# Hypsodontus
L'ipsodonto (gen. Hypsodontus) è un bovide estinto, vissuto nel Miocene medio (circa 15 – 12 milioni di anni fa), i cui resti fossili sono stati ritrovati in Europa, Asia e Africa.

## Descrizione
Questo animale era di grosse dimensioni, soprattutto se rapportato ad altri bovidi della sua epoca (come Eotragus e Tethytragus). Alcuni esemplari adulti dovevano superare i 110 chilogrammi di peso. La forma del corpo doveva ricordare quella di alcune antilopi attuali, e le zampe erano particolarmente allungate. La dentatura era specializzata: i molari e i premolari avevano struttura ipsodonte (da qui il nome Hypsodontus), ovvero con corona notevolmente alta. Le corna di Hypsodontus erano relativamente corte ma ricurve e ritorte verso l'infuori.

## Classificazione
Hypsodontus fa parte di un gruppo di bovidi noto come ipsodontini, che raggiunsero un notevole grado di specializzazione già nel corso del Miocene medio e si diffusero in numerosi ambienti in tre continenti (Europa, Asia e Africa). I fossili di Hypsodontus, in particolare, sono stati ritrovati in Africa, in Europa orientale (Hypsodontus serbicum in Serbia), in Georgia (H. miocaenicum), in Turchia, in India, in Mongolia e in Cina. Un altro genere assai simile era Turcocerus, mentre in Asia, in terreni ancora più antichi (Oligocene) è noto un altro possibile bovide dalla dentatura ipsodonte, Palaeohypsodontus. L'affine Gobiocerus, del Miocene della Mongolia, era dotati di denti a corona più bassa.

## Paleobiologia
Le lunghe zampe di Hypsodontus indicano che questo animale era ben adattato a un ambiente aperto, e probabilmente era un buon corridore. I denti a corona alta indicano che Hypsodontus era in grado di nutrirsi di erba e di altre piante particolarmente dure e fibrose, in un modo molto simile a quello dei cavalli attuali.